# Розуел (Ню Мексико)
Вижте пояснителната страница за други населени места с името Розуел.
Розуел (на английски: Roswell) е град в Ню Мексико, Съединени американски щати, административен център на окръг Чавес. Възниква през 1869 и е наречен с малкото име на бащата на един от основателите Ван Смит. Населението на Розуел е 47 775 души (по приблизителна оценка от 2017 г.).
Името на Розуел се свързва и с твърденията за разбиване на НЛО през 1947 край разположения на 120 km северно град Корона.
В Розуел е родена актрисата Деми Мур (р. 1962).
Първите заселници в района идват от Мисури през 1865 година, но са принудени да напуснат поради липсата на вода. Ван Смит, бизнесмен от Омаха, Небраска и неговият партньор построяват първите две сгради през 1869 година. В тези две сгради са настанени поща, магазин и място за почивка и преспиване на гости. Името на неговия баща е Розуел Смит и той кръщава града на малкото име на баща си.

## Климат
| Климатична таблица                                                                | Климатична таблица | Климатична таблица | Климатична таблица | Климатична таблица | Климатична таблица | Климатична таблица | Климатична таблица | Климатична таблица | Климатична таблица | Климатична таблица | Климатична таблица | Климатична таблица | Климатична таблица |
| Месеци                                                                            | яну.               | фев.               | март               | апр.               | май                | юни                | юли                | авг.               | сеп.               | окт.               | ное.               | дек.               | Годишно            |
| Абсолютни максимални температури (°C)                                             | 31                 | 33                 | 35                 | 39                 | 42                 | 46                 | 44                 | 44                 | 40                 | 37                 | 34                 | 29                 | 46                 |
| Средни максимални температури (°C)                                                | 14,1               | 17,3               | 21,7               | 26,3               | 31,0               | 35,7               | 35,8               | 34,8               | 30,9               | 25,4               | 18,7               | 13,6               | 25,4               |
| Средни минимални температури (°C)                                                 | −2,2               | 0,3                | 4,1                | 8,3                | 13,7               | 18,7               | 21,1               | 20,3               | 16,2               | 9,3                | 2,4                | −2,2               | 9,2                |
| Абсолютни минимални температури (°C)                                              | −31                | −31                | −21                | −8                 | −3                 | 4                  | 11                 | 9                  | −1                 | −10                | −21                | −23                | −31                |
| Средни месечни валежи (mm)                                                        | 9                  | 9                  | 14                 | 14                 | 29                 | 33                 | 46                 | 43                 | 39                 | 34                 | 11                 | 14                 | 295                |
| Брой на дните с валежи                                                            | 3                  | 3                  | 3                  | 3                  | 4                  | 5                  | 7                  | 8                  | 6                  | 5                  | 3                  | 4                  | 55                 |
| --------------------------------------------------------------------------------- | ------------------ | ------------------ | ------------------ | ------------------ | ------------------ | ------------------ | ------------------ | ------------------ | ------------------ | ------------------ | ------------------ | ------------------ | ------------------ |
| Източник: USTravelWeather.com Архив на оригинала от 2007-09-27 в Wayback Machine. |                    |                    |                    |                    |                    |                    |                    |                    |                    |                    |                    |                    |                    |